# Xyalophora clavata
Xyalophora clavata är en stekelart som först beskrevs av Giraud 1860.  Xyalophora clavata ingår i släktet Xyalophora, och familjen glattsteklar. Arten är reproducerande i Sverige.